# فريدريك رولف
فريدريك رولف (بالإنجليزية: Frederick Rolf)‏ هو لغوي ومترجم وممثل أمريكي، ولد في 14 أغسطس 1926 في ألمانيا.

## أعمال

### أفلام
- (1985) الشاهد[4]

## وصلات خارجية
- فريدريك رولف على موقع IMDb (الإنجليزية)
- فريدريك رولف على موقع ألو سيني (الفرنسية)
- فريدريك رولف على موقع أول موفي (الإنجليزية)
- فريدريك رولف على موقع قاعدة بيانات برودواي على الإنترنت (الإنجليزية)
- فريدريك رولف على موقع قاعدة بيانات الأفلام السويدية (السويدية)
- فريدريك رولف على موقع قاعدة بيانات الفيلم (الإنجليزية)
- فريدريك رولف على موقع كينوبويسك (الروسية)